# Мачей Рибински
Ма̀чей Рибѝнски (на полски: Maciej Rybiński) е полски генерал, последният водач на Полското въстание от 1830 – 1831 година.

## Военна кариера
Рибински постъпва във френската армия през 1805 година. Две години по-късно минава във войската на Варшавското херцогство. Участва в следващите военни кампании на Наполеон, включително и в битката при Лайпциг, където е ранен. След 1815 година служи в Полското кралство.
По време на Ноемврийското въстание Рибински е произведен в бригаден генерал. Участва в битките с руските войски при Грохов и при Остроленка, където командва дивизия. Непосредствено след падането на Варшава през септември 1831 година е избран от останалите генерали за главнокомандващ. Макар че все още разполага с многобройни войски, не се решава да продължи съпротивата и на 5 октомври преминава с 20 000 бойци границата с Прусия, където слага оръжие.
От 1832 година Рибински е в Париж. Там той основава така наречената „Военна партия“ и се обявява за ръководител на полско правителство в изгнание. Претенциите му да представлява полските интереси са признати от правителствата на Франция и Англия.